# Midge Ure
James „Midge” Ure, OBE (n. 10 octombrie 1953, Cambuslang, Lanarkshire, Scotland) este un chitarist, compozitor și cântăreț vocal și la instrumente cu claviaturi. Numele său de scenă, Midge, este o inversare fonetică a numelui Jim, forma diminutivă a numelui său real.
Ure a avut succes în deosebi în anii 1970 și 1980 în formații cum ar fi Slik, Thin Lizzy, The Rich Kids, Visage și în principal la Ultravox. Ure a fost coautor și producător al single-ului de caritate „Do They Know It's Christmas?” a cărui relansare a dus la câștigarea premiului Ivor Novello în 2005 pentru cel mai bine vândut disc single în Regatul Unit. Ure a coorganizat Band Aid, Live Aid și Live 8 împreună cu Bob Geldof. Ure este administrator al organizației de caritate și este ambasador pentru Save The Children.